# Мустишево
Мустишево — деревня в Печорском районе Псковской области России. Входит в состав сельского поселения «Лавровская волость».
Расположена у берега реки Вруда, в 8,5 км к северу от волостного центра, деревни Лавры, и в 23 км к югу от райцентра, города Печоры, и в 2 км к западу от деревни Ротово.

## Население
Численность населения деревни по оценке на конец 2000 года составляла 35 жителей.
| 2001 | 2002 | 2010 |
| ---- | ---- | ---- |
| 35   | ↘19  | ↗26  |